# Orden de la República (República Popular de Tuvá)
La Orden de la República (en tuvano: Республиканың ордени) era la condecoración más alta entregada por la parcialmente reconocida República Popular de Tuvá (reconocida por la Unión Soviética en 1924 y la República Popular de Mongolia en 1926), establecida por Decreto del Presídium del Pequeño Jural (parlamento) de trabajadores de la República Popular de Tuvá el 17 de marzo de 1935.
Posteriormente, el 24 de diciembre de 1992, la República de Tuvá (ahora parte de la Federación de Rusia) estableció, por la ley de la República de Tuvá del 24 de diciembre de 1992 n.º 388 «sobre laudos estatales de la República de Tuvá», una nueva condecoración también llamada Orden de la República de Tuvá, pero distinta en apariencia y con un estatuto completamente diferente.

## Historia de la creación
Por decreto del Pequeño Jural de los trabajadores de la República Popular de Tuvá y del Consejo de Ministros de la República Popular de Tuvá, se aprobó el Reglamento General sobre las Órdenes de la República Popular de Tuvá, que entró en vigor el 15 de junio de 1932. La resolución adoptada se basó en el «Reglamento General de Órdenes de la URSS» de fecha 7 de mayo de 1928.
El gobierno de la República Popular de Tuvá apeló al Presídium del Comité Ejecutivo Central de la Unión Soviética con una solicitud para enviar veintiocho órdenes de la Bandera Roja a Kizil para presentarlas a los «héroes de Tuvá», los soviéticos se negaron. La respuesta al gobierno de Tuvá indicaba el derecho exclusivo del gobierno de la URSS a las órdenes de la URSS y contenía consejos para que se encargaran de crear sus propias insignias reflejando las peculiaridades de la nueva república.
El 17 de marzo de 1935, se adoptó un Decreto del Presidium del Pequeño Jural de trabajadores de la República Popular de Tuvá sobre el establecimiento de la Orden «por los Servicios a la Revolución Nacional». En junio de 1935, se realizaron los últimos cambios en el dibujo de diseño del pedido. Después de que este fue aprobado por el Comité Central del Partido Revolucionario del Pueblo de Tuvá y el Presídium del Pequeño Jural de los trabajadores de la República Popular de Tuvá, el proyecto fue enviado a la Casa de la Moneda de Leningrado.
El 4 de junio de 1936, las primeras veinte copias de la Orden de Tuvá fueron transferidas a la embajada de Tuvá en la URSS. A finales de 1936, las doscientas cincuenta insignias encargadas, que recibieron el nombre definitivo de «Orden de la República», fueron entregadas a la República Popular de Tuvá

### Tipo I (Modelo 1935)
El primer premio con la Orden de la República se programó para celebrar el 15.º aniversario de la formación de la República Popular de Tuvá. El 31 de julio de 1935, siete personas fueron premiadas «por sus servicios en la lucha contra los enemigos internos y externos del pueblo de Tuvá, por el liderazgo de los destacamentos del Partido, movilizar a las masas en torno al partido y al gobierno de la República Popular de Tuvá, por el liderazgo de la economía nacional y el desarrollo cultural del país». La primera presentación de las insignias realizadas por la Casa de la Moneda de Leningrado tuvo lugar el 7 de julio de 1936. Para este día, el número total de personas galardonadas era de veintiuna.
Se entregaron alrededor de cien premios con la Orden del modelo de 1936, incluidas cuatro organizaciones, seis personas han sido galardonadas con este premio dos veces.

### Tipo II (Modelo 1941)
En 1940, con la aprobación de un nuevo emblema nacional de la República Popular de Tuvá, se decidió cambiar la apariencia de la Orden del Mérito por la Revolución Nacional. Su nueva jerarquía y su nuevo estatuto fueron adoptados por el Presidium de la República Popular de Tuvá en enero de 1943, cambiando su nombre a Orden de la República.
Sin embargo, la entrega de estas nuevas insignias comenzó incluso antes de que fueran aprobadas. En el verano de 1941, la Casa de la Moneda de Leningrado. produjo, por orden del gobierno de la República Popular de Tuvá, doscientos ejemplares de la Orden de la República.
La nueva Orden de la República vino a reemplazar a la Orden del Mérito de la Revolución Nacional. A los ganadores de este premio se les pidió que devolvieran sus insignias antiguas y recibieran otras nuevas en su lugar, y las antiguas no se conservaron. El intercambio fue dirigido por la esposa del secretario general del Comité Central de Tuvá, Salchak Toka, Khertek Anchimaa-Toka.
Las insignias de la Orden de la República, con números de serie, fueron otorgadas a los miembros más cercanos de Salchak Toka y él mismo fue galardonado dos veces.
La primera condecoración de la Orden de la República data del 12 de agosto de 1941 y la última del 26 de septiembre de 1944. En total, el gobierno de Tuvá adoptó diecisiete decretos de concesión, según los cuales ciento cinco personas pasaron a formar parte de la nueva Orden de la República. También fue otorgada a dos unidades militares. 
Tras la inclusión de la República Popular de Tuvá en la RSFSR como región autónoma, un decreto del Soviet Supremo de la URSS del 16 de agosto de 1945 confirmó oficialmente la inclusión de las Órdenes de Tuvá y el derecho a utilizarlas junto con las condecoraciones de la URSS.

## Descripción

### Tipo I (Modelo 1936)
La Orden de la República de 1936 es una medalla de plata redonda con dos letreros dorados superpuestos, que significan longevidad. En la parte superior, el emblema estatal de la República Popular de Tuvá, en la parte inferior, la inscripción en tuvano: "¡Proletarios de todos los países y pueblos oprimidos del Este, uníos!" A lo largo del contorno, la insignia de la medalla está enmarcada con cintas de esmalte rojo. 
En el reverso, la insignia tiene un tornillo de fijación, un número de serie y la inscripción «МОНЕТНЫЙ ДВОР».

### Tipo II (Modelo 1941)
En el verano de 1941, la imagen del máximo galardón de la República Popular de Tuvá cambió significativamente. El letrero se basa en una placa de forma ovalada enmarcada con espigas doradas de pan y hojas de roble. En las orejas hay una estrella de cinco puntas de esmalte rojo. En el centro se encuentra el emblema estatal de la República Popular de Tuvá. Debajo, sobre un fondo de esmalte blanco, hay una inscripción en tuvano: “Orden de la República”. En la parte superior hay una pancarta de esmalte rojo con la inscripción "¡PROLETARIOS DE TODOS LOS PAÍSES, UNÍOS!" también en tuvano. Al final de la insignia hay una hoz y un martillo de oro sobre una cinta de esmalte rojo. Además, el jinete de arat en el centro de la orden cambió la dirección del movimiento al contrario. En ese momento, este hecho se explicaba de la siguiente manera: si antes el jinete galopaba hacia la derecha - hacia Mongolia, ahora galopa hacia la izquierda - hacia Rusia. 
En el reverso, la insignia tiene una fijación con tornillos, la inscripción «МОНЕТНЫЙ ДВОР» encima de la fijación y un número de serie debajo.